# Walace
Walace Souza Silva (Salvador da Bahia, 1995. április 4. –) brazil válogatott labdarúgó, aki jelenleg a Hannover 96 játékosa.